# Louis Letronne

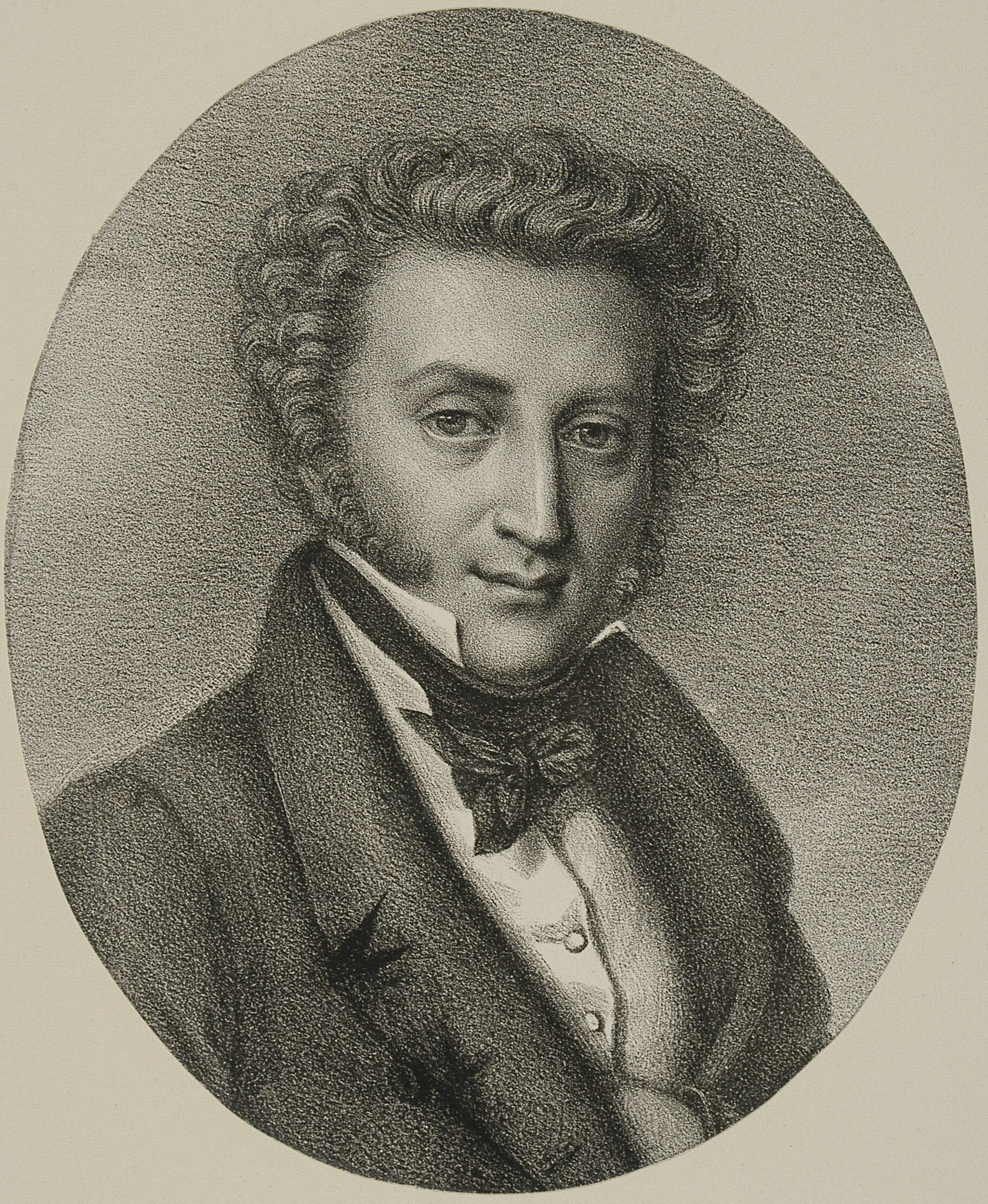
Louis Letronne

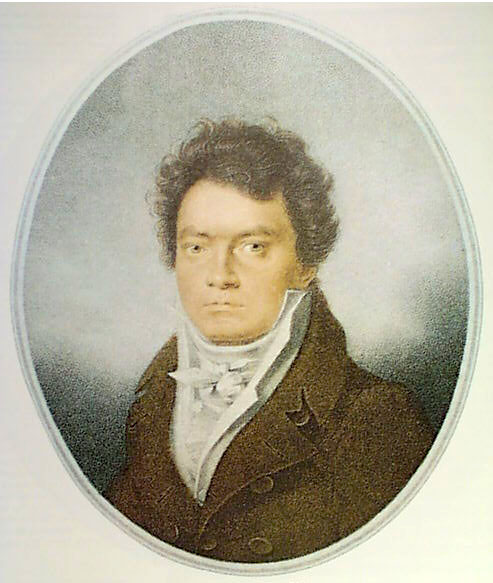
Ludwig van Beethoven, Kupferstich von Blasius Höfel nach der Zeichnung von Louis Letronne, 1814

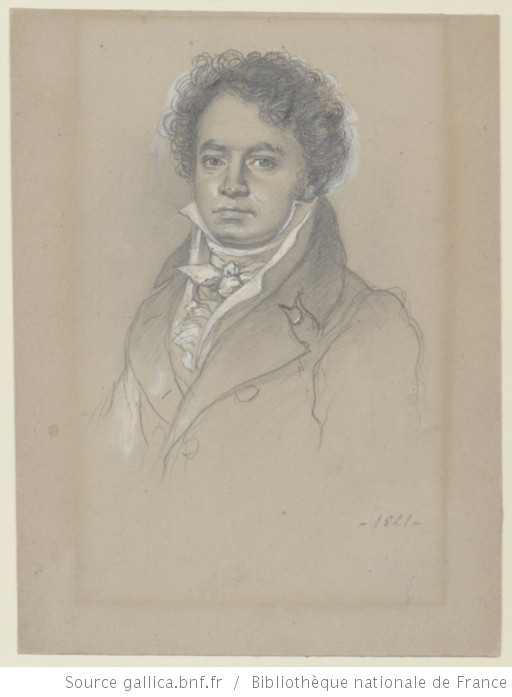
Louis Letronne zugeschrieben: Beethoven. Weiß gehöhte Bleistiftzeichnung mit der Aufschrift –1821–, 16 × 12 cm, Bibliothèque nationale de France.

Louis René Letronne (* 15. Februar 1788 in Paris; † 2. April 1841 ebenda) war ein französischer Porträtminiaturmaler, Zeichner und Lithograph.

## Leben
Letronne war der Sohn des Graveurs Jean Louis Letronne (1766–1801) und der jüngere Bruder des Archäologen Jean Antoine Letronne (1787–1848). Wie dieser studierte er bei Jacques-Louis David sowie bei Nicola-André Monsiau (1754–1837). 1805 kam er mit der französischen Armee nach Wien und half dort dem späteren Möbelfabrikanten Joseph Ulrich Danhauser beim Aufbau einer Fabrik für Holzbronzewaren. Während des Wiener Kongresses schuf er zahlreiche Porträts bedeutender Persönlichkeiten.
1814 entstand sein berühmtestes Werk, eine Bleistiftzeichnung von Ludwig van Beethoven, die von Blasius Höfel für den Verlag Artaria überarbeitet und in Kupfer gestochen wurde und eine weite Verbreitung fand. Ob eine weiß gehöhte Bleistiftzeichnung mit der Aufschrift „1821“, die sich längere Zeit in der Sammlung des französischen Investmentbankers André Meyer (1898–1979) befand, als Letronnes Original anzusprechen ist, ist unklar. Sie wurde mitsamt der Sammlung 2012 bei Sotheby’s versteigert und gehört jetzt der  Bibliothèque nationale in Paris.
1817 ließ sich Letronne in Warschau nieder und begründete dort eine Zeichenschule und einen Verlag, in dem er auch Musikalien herausgab, unter anderem Werke von Maria Szymanowska. 1829 kehrte er nach Paris zurück und unternahm von dort Reisen nach München und Dresden.
Die von Letronne geleitete lithographische Anstalt in Paris war auch auf dem Gebiet der Kartografie tätig und gab 1839 einen Atlas Frankreichs heraus.

## Werke (Auswahl)
- Plan de la ville de Crémone. Pour l’explication de la surprise de cette ville, par le Prince Eugène de Savoie, pendant la nuit du 31 Janvier 1702. Paris 1837. (gallicalabs.bnf.fr Digitalisat).
- Nouvel atlas communal de la France en 90 feuilles, dedié à la chambre des députés; contenant une carte générale comparative, celle de l’Algérie et une carte particulière pour chaque départment, dressé par Charle. Exécuté sous la direction de Letronne. Letronne, Paris 1838.[8]